# Ашхабадська область
Ашхаба́дська о́бласть — колишня адміністративно-територіальна одиниця в Туркменській РСР, що існувала в 1939—1959 та 1973—1988 роках. Адміністративним центром було місто Ашхабад.
В серпні 1988 року адміністративні райони області були передані в безпосереднє підпорядкування республіканським органам Туркменської РСР.